# Pachybathron
Pachybathron is een geslacht van weekdieren uit de klasse van de Gastropoda (slakken).

## Soorten
- Pachybathron cassidiforme Gaskoin, 1853
- Pachybathron cypraeoides (C. B. Adams, 1845)
- Pachybathron guadeloupensis Boyer & Lamy, 2014
- Pachybathron kienerianum (Petit de la Saussaye, 1838)
- Pachybathron olssoni Wakefield, Boyer & McCleery, 2002
- Pachybathron tayrona Díaz & Velásquez, 1987